# Sea Launch Commander
Sea Launch Commander — сборочно-командное судно (СКС) для плавучего космодрома «Морской старт». По состоянию на 2013 оно было зарегистрировано в Либерии. Порт приписки Славянка, Приморский край.

## История
СКС был укомплектован личным составом и подготовлен к плаванию для работы в составе комплекса плавучего космодрома «Морской старт» после того, как в 1995 году был создан консорциум компаний из четырёх стран: Норвегии, России, Украины и США. Судно было построено компанией  Kvaerner Govan Ltd на верфи «Гован» в Глазго, Шотландия, и спущено на воду в 1997 году. 
Осенью 1997 года судно отправилось в Россию, где было установлено и протестировано специальное оборудование для обслуживания компонентов ракет, а также для управления и контроля запусков. Затем 13 июля 1998 года судно прибыло в порт постоянной дислокации (базовый порт «Морского старта») Лонг-Бич (штат Калифорния), после прохождения через Панамский канал.
Первый контролируемый запуск с СКС состоялся в марте 1999 года, он был успешным.
После банкротства компании в 2009 году РКК Энергия, которая уже владела 25% акций комплекса «Морской старт» приобрела контрольный пакет акций в размере 85 %, в том числе судно СКС.
Во время стоянки в Лонг-Бич в 2013 году СКС служило в качестве места съемок для фильма Marvel Капитан Америка: зимний солдат 

## Технические описание
СКС «Sea Launch Commander» построено специально для программы «Морской старт», использована базовая конструкция грузового судна типа Ро-Ро. В 1997 году в Санкт-Петербурге (Россия) СКС был укомплектован специализированным оборудованием для работы с лётной матчастью и управления пусковыми операциями, проведены испытания его работоспособности. 
В базовом порту СКС выполняет функции сборочного цеха компонентов ракеты космического назначения «Зенит-3SL» – на нём производятся испытания и сборка ступеней ракеты-носителя «Зенит-2S», разгонного блока «ДМ-SL» и блока полезного груза в горизонтальном положении. По окончании сборки на СКС ракета-носитель «Зенит-3SL» перегружается на стартовую платформу «Odyssey», после чего оба судна выходят из базового порта для морского перехода на точку старта в Тихом океане.
Длина СКС составляет 221,1 метр (660 футов), ширина – 32,3 метра (106 футов), водоизмещение – более 34000 тонн, дальность плавания – 18000 морских миль. На СКС располагается командный пункт управления запуском РКН «Зенит-3SL». Операции по подготовке к пуску выполняются под руководством директора миссии. Общая численность персонала на СКС, занятого в пусковой кампании, достигает 240 специалистов, включая представителей заказчиков и ВИП-персон. В их распоряжении имеются медицинский пункт, зоны отдыха и развлечений, пункты питания.

## Внешние ссылки
- Sea Launch Commander на Sea-Launch.com